# Tem (rainha)
Tem foi uma antiga rainha consorte egípcia da XI dinastia, esposa do faraó Mentuotepe II e mãe de seu sucessor, Mentuotepe III. Ela foi enterrada na Tumba DBXI.15 em Deir Elbari, no complexo mortuário de seu marido.
Ela sobreviveu ao reinado do marido e foi enterrada durante o reinado de seu filho. É provável que ela fosse de origem plebeia, pois não há evidências em seu túmulo que apontem para uma origem real. Ela é nomeada apenas em seu sarcófago e em uma mesa de oferendas. Seus títulos são "esposa amada do rei" (ḥmt-nỉswt mrỉỉ.t=f), "Mãe do Rei" (mwt-nỉswt), "Mãe do Rei do Alto e Baixo Egito" (mwt-nỉswt-bỉt) e "Grande do Cetro" (wr.t-ḥt=s).
Seu túmulo foi descoberto em 1859 e foi totalmente escavado em 1968 por D. Arnold.[carece de fontes?]